# Huu (plaats)
Huu is een bestuurslaag in het regentschap Dompu van de provincie West-Nusa Tenggara, Indonesië. Huu telt 3159 inwoners (volkstelling 2010).